# Anacamptodes profanata
Anacamptodes profanata är en fjärilsart som beskrevs av Barnes och Mcdunnough 1916. Anacamptodes profanata ingår i släktet Anacamptodes och familjen mätare. Inga underarter finns listade i Catalogue of Life.